# Carcheto-Brustico
Carcheto-Brustico är en kommun i departementet Haute-Corse på ön Korsika i Frankrike. Kommunen ligger i kantonen Orezza-Alesani som tillhör arrondissementet Corte. År 2022 hade Carcheto-Brustico 57 invånare.

## Befolkningsutveckling
Antalet invånare i kommunen Carcheto-Brustico
Referens:INSEE